# Латвійський державний історичний архів
Латві́йський держа́вний істори́чний архі́в (латис. Latvijas Valsts vēstures arhīvs, LVVA) — державний архів у Латвії, в місті Рига, на Слоцькій вулиці 16. Структурний підрозділ Латвійського національного архіву. Зберігає понад 6 млн документів, присвячених історичним подіям, політичним процесам, соціально-економічному життю на теренах сучасної Латвії в період між 1220—1945 роками. Найстаріший архів країни. Заснований 1919 року у Ризькому замку як головний архів Латвії. 1962 року виокремлений у підрозділ. У фондах має матеріали часів середньовіччя (дарчі грамоти на маєтки, церковні документи тощо), державний архів Курляндського герцогства, матеріали з історії незалежної Латвії (1918—1940) та радянсько-німецької окупації (1940—1945).

## Назви
- 1919—1924: Держа́вний істори́чний архі́в (латис. Valsts vēsturiskais arhīvs, VVA)
- 1924—1940: Латві́йський держа́вний архі́в (латис. Latvijas Valsts arhīvs, LVA)
- 1940—1941: Центра́льний держа́вний архі́в Латвійської РСР (латис. Latvijas PSR Centrālo Valsts arhīvu, LPSR CVA)
- 1941—1945: Державний архів (латис. Valsts arhīvs)
- 1945—1962: Центра́льний держа́вний архі́в Латвійської РСР (латис. Latvijas PSR Centrālo Valsts arhīvu, LPSR CVA)
- 1962—1991: Центра́льний держа́вний істори́чний архі́в Латві́йської РСР (латис. Latvijas PSR Centrālais Valsts vēstures arhīvs, LPSR CVVA)
- з 1991: Латві́йський держа́вний істори́чний архі́в (латис. Latvijas Valsts vēstures arhīvs, LVVA)

## Співробітники
- Маріте Яковлева

## Цінні документи
- Текст привілею Готтрагда, затверджений 28 листопада 1581 року польським королем Стефаном Баторієм під Псковом[2].